# Anuar Manam
Anuar Manam, né le 11 octobre 1986 à Kuala Terengganu, est un coureur cycliste malaisien.

## Palmarès
- 2005
  -  Médaillé d'argent du critérium aux Jeux d'Asie du Sud-Est
- 2007
  - 3e et 6e étapes du Jelajah Malaysia
  - 9e étape du Tour d'Azerbaïdjan
  - 2e étape du Tour de Hainan
- 2008
  - 2e, 3e et 5e étapes du Jelajah Malaysia
  - 2e étape du Governor of Malacca Cup
- 2009
  - 4e et 5e étapes du Jelajah Malaysia
  - Perlis Open :
    - Classement général
    - 1re étape
- 2010
  - 5e étape du Tour de Langkawi
  - 3e et 4e étapes du Tour de Thaïlande
  - 2e étape du Tour de Java oriental
- 2011
  - 4e étape du Jelajah Malaysia
  - 2e étape du Tour de Brunei
  - 5e étape du Tour de Hainan
- 2013
  - 1re étape du Tour de Java oriental
- 2015
  - 3e et 5e étapes du Jelajah Malaysia
  -  Médaillé de bronze de la course en ligne aux Jeux d'Asie du Sud-Est

## Classements mondiaux
| Année           | 2007 | 2008 | 2009 | 2010 | 2011 | 2012 | 2013 | 2014 |
| --------------- | ---- | ---- | ---- | ---- | ---- | ---- | ---- | ---- |
| UCI Africa Tour | 46e  |      |      |      |      |      |      |      |
| UCI Asia Tour   |      | 26e  | 18e  | 27e  | 38e  | 47e  | 35e  | 293e |